# VEB Typoart
Der VEB Typoart, auch VEB Typoart Dresden, war eine Schriftgießerei in der ehemaligen DDR mit Sitz in Dresden, die aus der Verstaatlichung der Unternehmen Schelter & Giesecke Leipzig (1946) und Schriftguß AG in Dresden (1951) hervorging. Das Unternehmen Ludwig Wagner aus Leipzig sowie die Norddeutsche Schriftgießerei wurden 1961 ebenfalls Teil des VEB Typoart.

## Geschichte

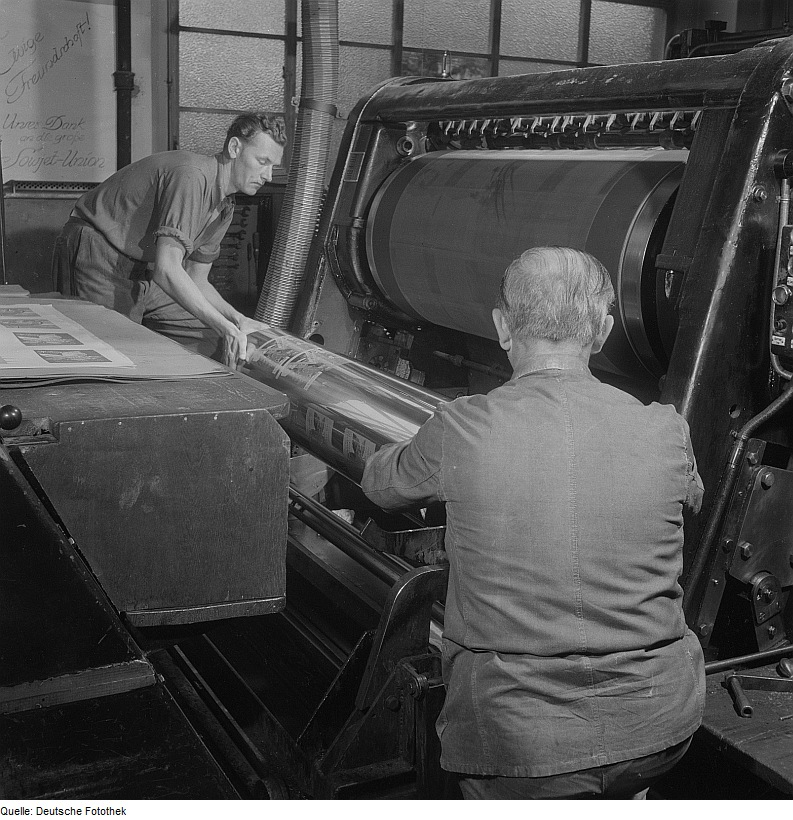
Arbeitende im VEB Typoart, Foto Richard Peter

Die Aufgabe des VEB Typoart war es, Schriften für den Gebrauch in der DDR und im Ostblock herzustellen. Der VEB Typoart unterstand ab 1970 der Zentrag.
Von 1951 bis 1963 war Herbert Thannhaeuser, nach dessen Tod bis 1977 Albert Kapr künstlerischer Leiter der Schriftgießerei VEB Typoart Dresden. 
Im Zweiten Weltkrieg waren 2⁄3 der Schrifttypen zerstört worden. Auch Papier und Blei waren zu Beginn der 1950er Jahre in der DDR nicht einfach zu haben. So begann der VEB Typoart erst Mitte des Jahrzehnts, an der Kreation neuer Schriften zu arbeiten. 1959 veranstaltete der VEB Typoart einen Wettbewerb für die Kreation neuer Schriften. Eine von 104 Einreichungen war die Leipziger Antiqua des damals an der Hochschule für Grafik und Buchkunst Leipzig (HGB Leipzig) tätigen Professors Albert Kapr.
Ab 1979 wurden Schriften auch für den digitalen Fotosatz gefertigt.
Mitte der 1980er Jahre erwarb der westdeutsche Schriftenhersteller URW++ Rechte an einigen Schriften des VEB Typoart zum Verkauf in westlichen Ländern (Schnitte der Maxima, Magna, Garamond, Leipziger Antiqua).
Nach der friedlichen Revolution in der DDR wurde das Unternehmen 1990 in eine GmbH umgewandelt und durch die Treuhand an den Kaufmann Karl Holzer aus West-Berlin verkauft, der offenbar vordergründig an den Immobilien des VEB Typoart interessiert war und nicht an den ideellen Werten des DDR-Schriftguts. Als das Unternehmen Mitte der 1990er Jahre Konkurs ging, wurden die Gebäude geräumt. Ehemalige Mitarbeiter sicherten teilweise Matrizen, Originalzeichnungen und Dateien. Die Matrizen der Saskia von Jan Tschichold fielen der Räumung zum Opfer. Da Holzer mit dem Kauf die Nutzungsrechte erworben hatte, aber unauffindbar war (Stand: 2005), bestand über das Copyright an den Schriften danach teilweise Unklarheit. Einigen Schriftgestaltern wurde untersagt, die von ihnen kreierten Schriften nach dem Konkurs des Unternehmens zu verkaufen. Die Namensrechte vieler Schriften liegen heute bei Elsner & Flake. Schriften, die nicht digitalisiert wurden und nur als Bleisatz oder Matrize vorlagen, befinden sich heute zum Teil im Besitz des Museums für Druckkunst Leipzig und 30 Fotosatz-Schriften im Besitz der Hochschule für Grafik und Buchkunst Leipzig (HGB Leipzig) (Stand: 2005).
Mit 13 ehemaligen Mitarbeitern von Typoart Dresden gründete der aus München stammende Eckehart Schumacher-Gebler 1990 das Dresdner Studio Schumacher-Gebler, welches auch die Rechte unter anderem an den Schriften Maxima und Minima erwarb. Schumacher-Gebler ist ebenfalls der Gründer des Museums für Druckkunst Leipzig.

## Schriften
Auswahl einiger für den VEB Typoart entworfenen Schriften:
- Hogarth Script (Harald Brödel)
- Leipziger Antiqua (1970, Albert Kapr)
- Magna (1968, Herbert Thannhaeuser)
- Maxima (1970, Gert Wunderlich)
- Minima (1984, Karl-Heinz Lange)
- Publica (1983, Karl-Heinz Lange)
- Stentor (1964, Heinz Schumann)
- Technotyp Kursiv (1951, Herbert Thannhaeuser)
- Timeless (1982, Werner Schulze, als Variante der Times)
- Tschörtner Antiqua (1955, Hellmuth Tschörtner)
- Typo Script (1965, Hildegard Korger)
- Walbaum (Hans-Peter Greinke)

Außerdem wurden Schriften der Vorgängerunternehmen zum Teil übernommen, wie zum Beispiel die Super Grotesk von der Schriftguß AG Dresden und Tschicholds Saskia von Schelter & Giesecke.